# Iłowajśk
Iłowajśk (ukr. Іловайськ) – miasto na Ukrainie w obwodzie donieckim, ważny węzeł komunikacyjny obwodu donieckiego.

## Historia
W kwietniu 2014 roku miasto opanowali separatyści tzw. Donieckiej Republiki Ludowej. Akcja wojsk ukraińskich doprowadziła w połowie sierpnia do odzyskania kontroli nad częścią miasta, ale pod koniec tego miesiąca ciężkie walki doprowadziły do zamknięcia ich w tzw. „kotle” oraz odcięcia od dostaw broni, amunicji i zaopatrzenia. Po przegranej wojsk ukraińskich doszło do ponownego przejęcia miasta przez separatystów.

## Demografia
- 2001 – 17 620
- 2004 – 17 100
- 2006 – 17 000
- 2011 – 16 143
- 2014 – 15 808[1]